# Aeropostal Alas de Venezuela
Aeropostal Alas de Venezuela C.A. é uma companhia aérea estatal da Venezuela com sede na Torre Polar Oeste em Caracas, Venezuela. Opera serviços domésticos e internacionais no Caribe. Sua principal base é o Aeroporto Internacional Simón Bolívar. A companhia cessou as operações em 24 de setembro de 2017, após 88 anos de serviço, devido à sua situação financeira. Em 8 de agosto de 2018, a empresa anunciou que retomaria o serviço regular, primeiro para Havana, em Cuba, com três voos semanais.

## História

### Primórdios
A Venezuela foi uma das primeiras nações sul-americanas a recorrer à aviação comercial como meio eficaz de transporte. Em 1929, a empresa francesa Aéropostale (conhecida como Lignes Aériennes Latécoère até 1927), então sob a liderança de Marcel Bouilloux-Lafont, chegou à Venezuela. Aéropostale via o país como ponte ideal para ligar a América do Sul às ilhas do Caribe, como Guadalupe e Martinica. Essa ideia se concretizou em 3 de julho de 1929, quando três Latécoère 28 realizaram os primeiros voos da nova companhia (alguns Latécoère 26 também foram usados nas rotas iniciais). Em 31 de dezembro de 1933, o governo venezuelano adquiriu a empresa após o governo francês interromper inexplicavelmente seus subsídios.

### Período como empresa estatal
Apesar da nova propriedade venezuelana, a companhia continuou administrada por franceses sob Robert Guérin até 1º de janeiro de 1935, quando passou a se chamar LAV – Línea Aeropostal Venezolana e foi assumida por venezuelanos sob o comando de Francisco Leonardi. Inicialmente, o capital autorizado era de 1 600 000 bolívares, mas somente em 21 de maio de 1937 o governo adquiriu 100 % das ações, injetando capital e substituindo os Latécoère 28 por Fairchild 71, além de adquirir seis Lockheed Model 10 Electra. Em 1939, a sede foi transferida de Maracay para Maiquetía, próxima a Caracas, e os Douglas DC-3 passaram a integrar a frota para ampliar transporte de passageiros e cargas.
Em julho de 1945, tiveram início os primeiros voos internacionais para Boa Vista, em Roraima (na época visto como nacional); em janeiro de 1946, iniciou-se a rota para Aruba, integrada às rotas da KLM. Após a Segunda Guerra, a LAV atualizou a frota com Douglas DC-4 e Martin 2-0-2, e, em 1947, introduziu o Lockheed Constellation na rota direta Caracas–Nova York (Idlewild), inaugurada em 21 de março de 1947.
Em 1951, começaram os voos para Lima (Peru) e Bogotá (Colômbia) com base na aquisição de 88 % da TACA de Venezuela. Em 1953, inaugurou rota transatlântico para Panamá e modernizou a frota Constellation para as Super Constellation L-1049G. O pedido de Comet 1 não foi entregue após os acidentes da década de 1950. Em 24 de março de 1956, entrou em serviço o primeiro turboélice Vickers Viscount 701.
No início dos anos 1960, o governo separou as rotas internacionais e domésticas, criando a Viasa para longas distâncias; ao mesmo tempo, simplificou-se o nome para AEROPOSTAL e adotou-se o logotipo de pássaro na cauda. Introduziram-se o Avro 748 “jet-prop” e, em 1961, os jatos Douglas DC-8.
Entre as décadas de 1960 e 1990, a LAV incorporou o Sud Aviation Caravelle, o McDonnell Douglas DC-9 e o MD-80. No final dos anos 1980, lançou o voo Caracas–San Juan, Porto Rico e patrocinou o programa juvenil Control Remoto na WAPA-TV.

### Histórico recente
Em agosto de 1994, as operações foram suspensas como parte de cortes orçamentários. Em 1996, a Corporación Alas de Venezuela (CAV), de Nelson Ramiz e Haydhelm Valesquez Morales, adquiriu ativos em leilão (27 setembro 1997), financiada pela Alas International Limited. Sem entregar os ativos à Alas, reiniciou operações em 7 janeiro 1998, gerando litígios em Nova York que, em 2 novembro 1998, decidiram em favor da Alas, confirmados em apelação. Em 29 fevereiro 2000, firmou-se acordo no Tribunal de Nova York (Processo 601817/97), transferindo as aeronaves aos donos da Alas, mas permitindo seu uso mediante pagamento. Em 2012, novo litígio (Processo 652688/2012) resultou em condenação de CAV e Aeropostal a indenizações significativas.
Em março de 2007, a Aeropostal empregava 2 319 profissionais. Voos para os Estados Unidos iniciaram em julho de 1998 e para Madri em novembro de 2001 (posteriormente suspensos). No final dos anos 1990, operou dois Airbus A320-200 arrendados, ao lado de DC-9, McDonnell Douglas MD-83 e Boeing 727-200. Em 2007, a frota caiu de 22 para 3 aeronaves devido a controles cambiais e tarifários. O Instituto Nacional de Aviação Civil chegou a suspender operações, deixando passageiros retidos.
Em 2008, noticias apontaram venda a grupo Mahkled (Carabobo), posteriormente preso por lavagem de dinheiro e tráfico, mas sem transferência efetiva de ações penhoradas à Alas. Em 2009, o governo anunciou intenção de nacionalizar a Aeropostal.[carece de fontes?]
Em 25 fevereiro 2011, a Junta Gestora anunciou a aposentadoria do YV141T, último DC-9-30, com voo final em 10 março 2011. Os DC-9-50 continuaram a operar, sem previsão de aposentadoria a curto prazo.
Em 24 setembro 2017, a Aeropostal encerrou oficialmente suas atividades, por problemas econômicos. Em 8 agosto 2018, anunciou a reabertura da rota Caracas–Havana com três frequências semanais.

## Destinos

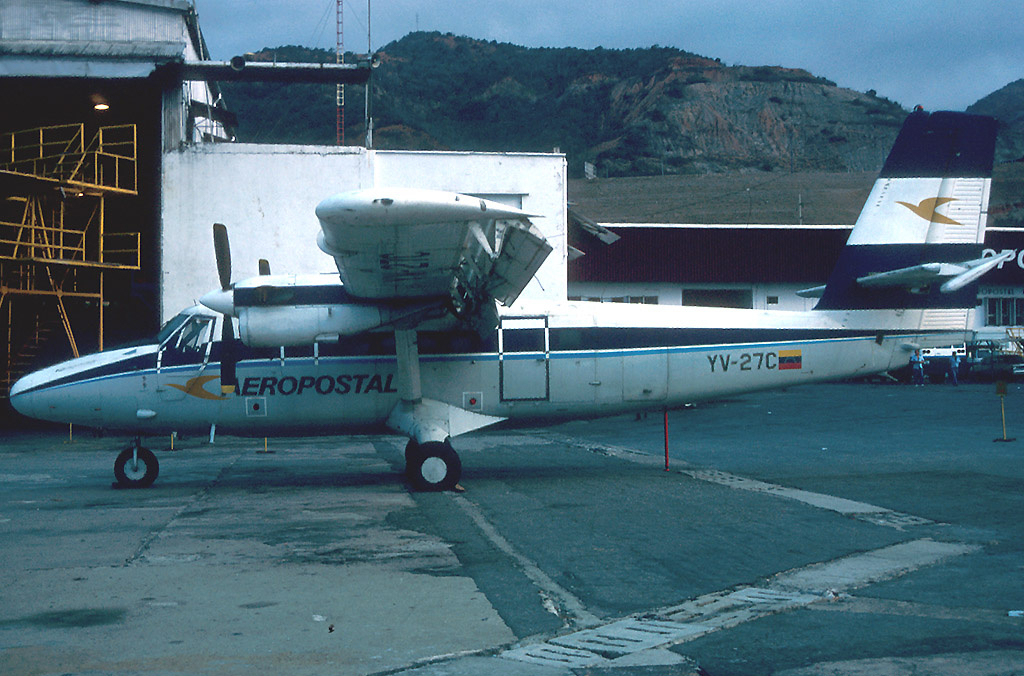
Um antigo de Havilland Canada DHC-6 Twin Otter da Aeropostal no Aeroporto Internacional Simón Bolívar em 1988

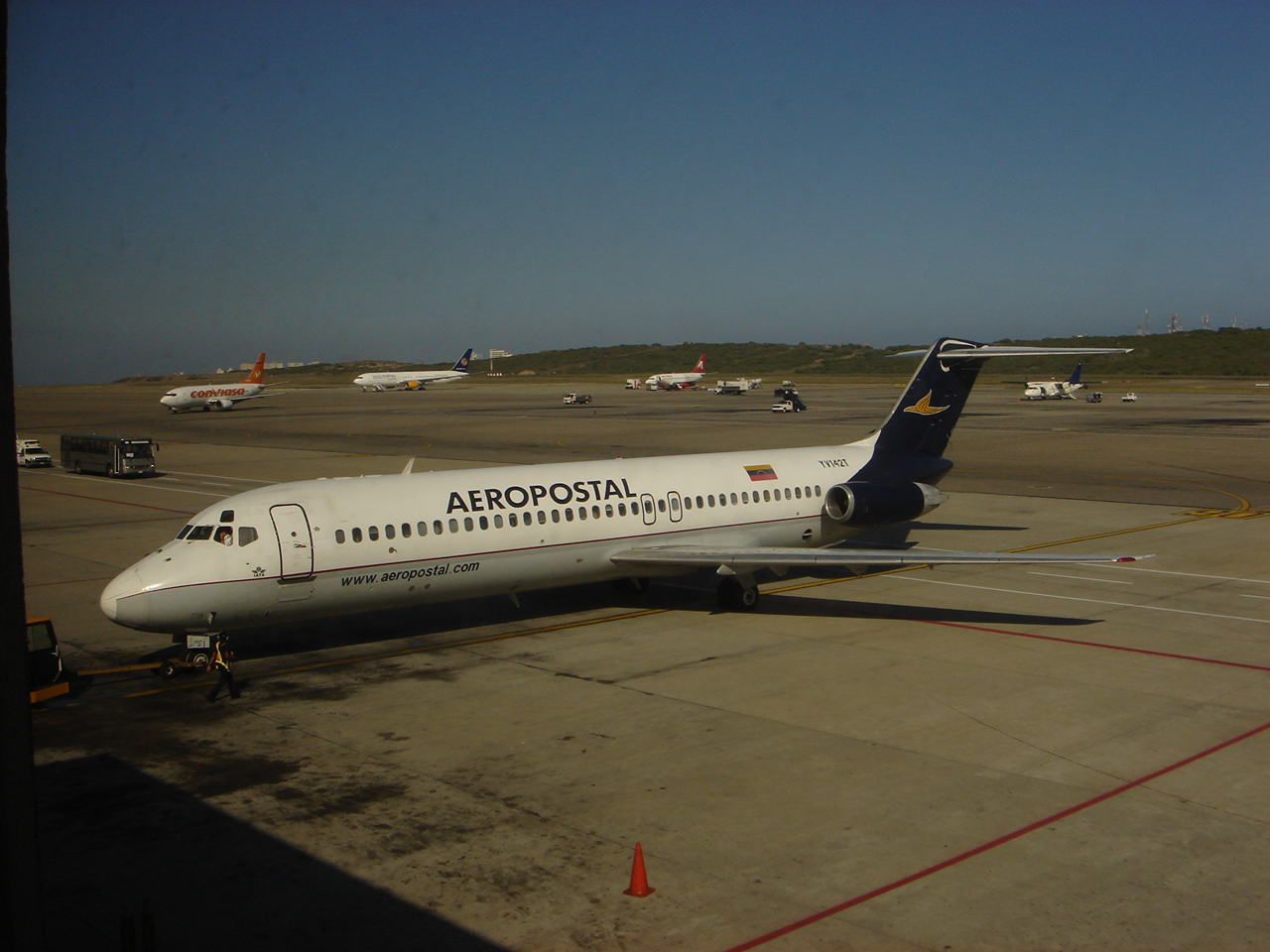
Um antigo McDonnell Douglas DC-9-30 da Aeropostal no Aeroporto Internacional Simón Bolívar em 2006

Em outubro de 2023, a Aeropostal operava para os seguintes destinos:
| País                 | Cidade           | Aeroporto                                      | Notas     | Refs  |
| -------------------- | ---------------- | ---------------------------------------------- | --------- | ----- |
| Aruba                | Oranjestad       | Aeroporto Internacional Rainha Beatrix         | Encerrado |       |
| Colômbia             | Cúcuta           | Aeroporto Internacional Camilo Daza            | Encerrado |       |
| Cuba                 | Havana           | Aeroporto Internacional José Martí             | Suspenso  |       |
| Curaçao              | Willemstad       | Aeroporto Internacional de Curaçao             | Encerrado |       |
| República Dominicana | Puerto Plata     | Aeroporto Internacional Gregorio Luperón       | Encerrado |       |
| República Dominicana | Santo Domingo    | Aeroporto Internacional de Las Américas        | Encerrado |       |
| Equador              | Guayaquil        | Aeroporto Internacional José Joaquín de Olmedo | Encerrado |       |
| Panamá               | Cidade do Panamá | Aeroporto Internacional de Tocumen             | Encerrado |       |
| Peru                 | Lima             | Aeroporto Internacional Jorge Chávez           | Encerrado |       |
| Portugal             | Lisboa           | Aeroporto Humberto Delgado                     | Encerrado |       |
| Espanha              | Madri            | Aeroporto de Madri-Barajas                     | Encerrado |       |
| Trinidad e Tobago    | Port of Spain    | Aeroporto Internacional de Piarco              | Encerrado |       |
| Estados Unidos       | Chicago          | Aeroporto Internacional O'Hare                 | Encerrado |       |
| Estados Unidos       | Miami            | Aeroporto Internacional de Miami               | Encerrado |       |
| Estados Unidos       | Nova York        | Aeroporto John F. Kennedy                      | Encerrado |       |
| Venezuela            | Barquisimeto     | Aeroporto Internacional Jacinto Lara           | Encerrado |       |
| Venezuela            | Caracas          | Aeroporto Internacional Simón Bolívar          |           |       |
| Venezuela            | Cumaná           | Aeroporto Antonio José de Sucre                | Encerrado |       |
| Venezuela            | El Vigía         | Aeroporto Juan Pablo Pérez Alfonzo             | Encerrado |       |
| Venezuela            | Las Piedras      | Aeroporto Internacional Josefa Camejo          | Encerrado |       |
| Venezuela            | Maracaibo        | Aeroporto Internacional La Chinita             | Encerrado |       |
| Venezuela            | Maturín          | Aeroporto Internacional José Tadeo Monagas     | Encerrado |       |
| Venezuela            | Mérida           | Aeroporto Alberto Carnevalli                   | Encerrado |       |
| Venezuela            | Porlamar         | Aeroporto Internacional Santiago Mariño        |           |       |
| Venezuela            | Puerto Cabello   | Aeroporto General Bartolomé Salom              | Encerrado |       |
| Venezuela            | Puerto Ordaz     | Aeroporto Manuel Carlos Piar Guayana           | Encerrado |       |
| Venezuela            | San Antonio      | Aeroporto Internacional Juan Vicente Gómez     | Encerrado |       |
| Venezuela            | Santo Domingo    | Aeroporto Mayor Buenaventura Vivas             | Encerrado |       |
| Venezuela            | Valência         | Aeroporto Internacional Arturo Michelena       |           | [ 9 ] |

## Frota

### Atual

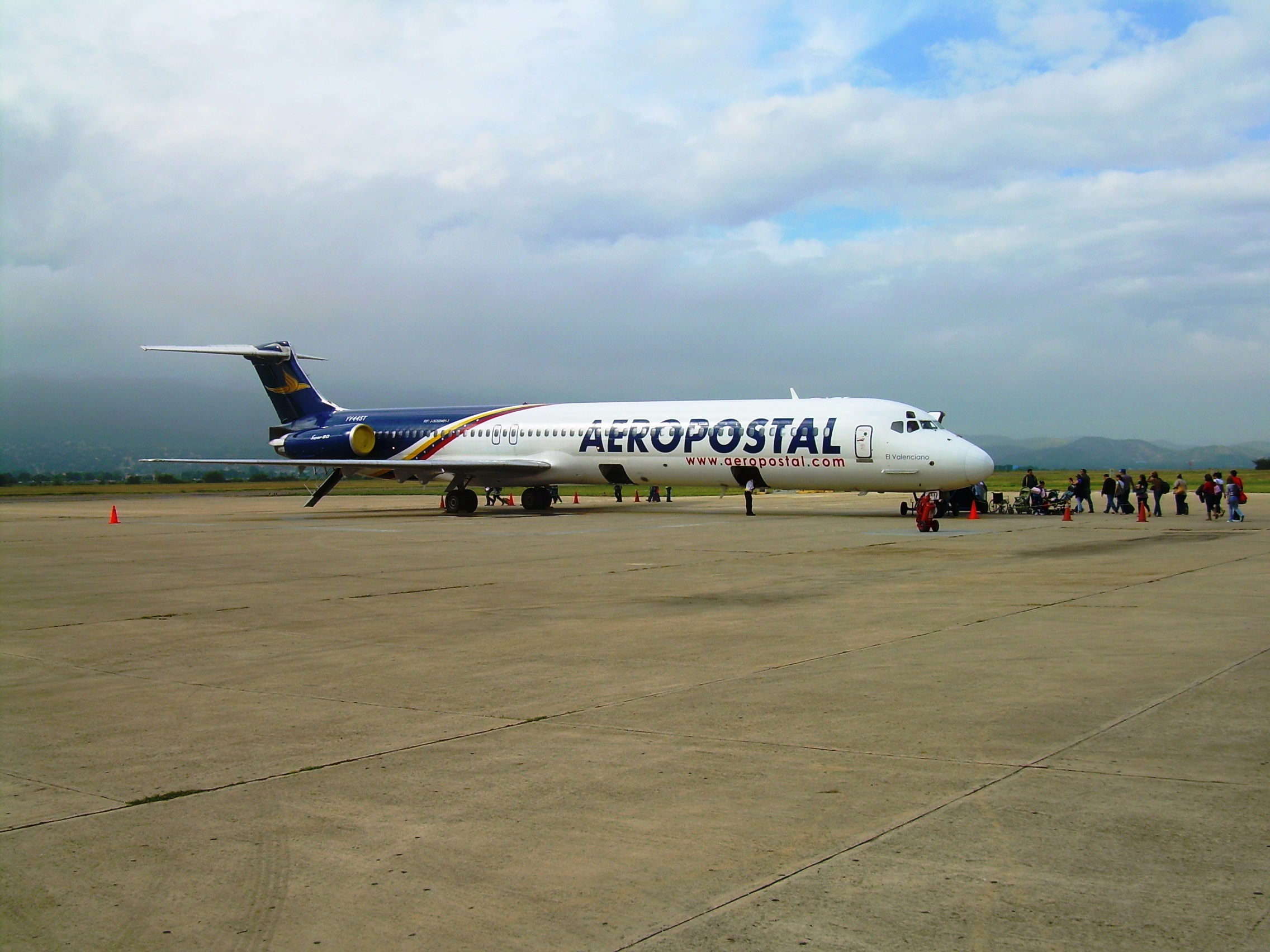
Um McDonnell Douglas MD-82 da Aeropostal no Aeroporto Internacional Jacinto Lara em 2011

Desde November 2024, a frota da Aeropostal consistia nas seguintes aeronaves:
| Aeronave                | Em serviço | Encomendas | Passageiros | Passageiros | Passageiros | Observações |
| Aeronave                | Em serviço | Encomendas | C           | Y           | Total       | Observações |
| ----------------------- | ---------- | ---------- | ----------- | ----------- | ----------- | ----------- |
| McDonnell Douglas MD-82 | 1          | —          | 12          | 128         | 140         |             |
| Total                   | 1          | —          |             |             |             |             |

### Aposentada

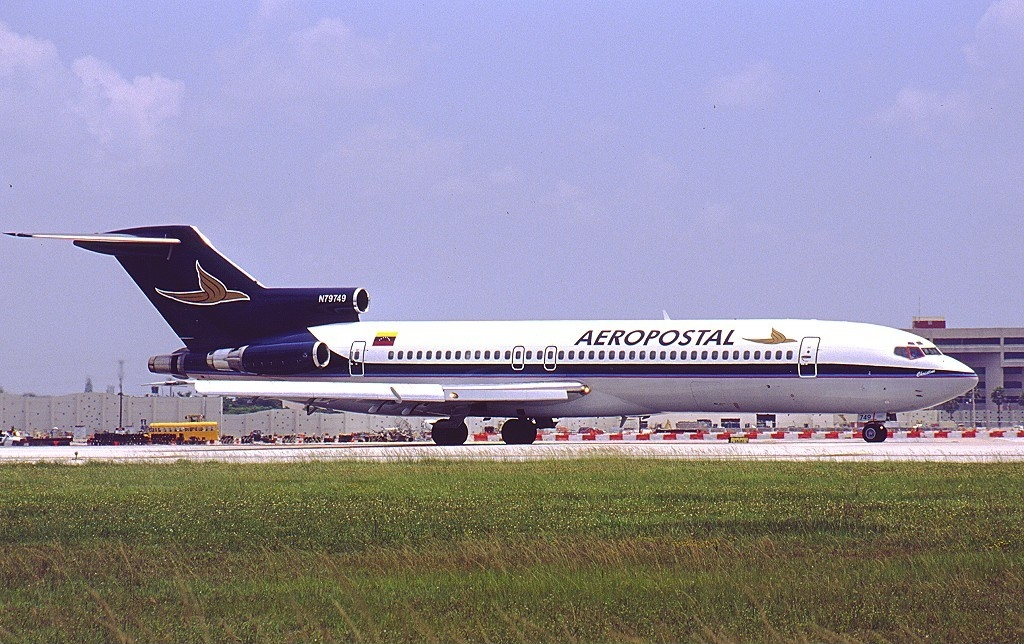
Um antigo Boeing 727-200 da Aeropostal taxiando no Aeroporto Internacional de Miami em 2001

A Aeropostal operou no passado as seguintes aeronaves:
| Aeronave                             | Total | Introduzido  | Aposentado   | Observações                                                        |
| ------------------------------------ | ----- | ------------ | ------------ | ------------------------------------------------------------------ |
| Airbus A310-300                      | 2     | 1998         | 2000         | Transferidos para Khalifa Airways                                  |
| Airbus A320-200                      | 5     | 1998         | 2001         | Arrendados de TransAer e Transmeridian Airlines                    |
| Boeing 727-200                       | 8     | 1998         | 2009         |                                                                    |
| Boeing 737-300                       | 1     | 2004         | 2004         | Arrendado de Falcon Air Express                                    |
| Boeing 767-300ER                     | 1     | 2001         | 2002         | Operado pela Air Europa                                            |
| Bristol 170 Freighter                | 1     | Desconhecido | Desconhecido | Arrendado da Manx Airlines                                         |
| Curtiss C-46 Commando                | 4     | 1951         | 1979         |                                                                    |
| De Havilland Canada DHC-6 Twin Otter | 7     | 1977         | 1988         | Uma caiu; as demais foram vendidas para a Línea Turística Aereotuy |
| Douglas C-47 Skytrain                | 45    | 1946         | 1979         |                                                                    |
| Douglas C-54 Skymaster               | 1     | 1946         | 1947         |                                                                    |
| Douglas DC-3C                        | 4     | 1945         | 1973         |                                                                    |
| Douglas DC-8-61                      | 1     | 1992         | 1993         | Operado pela Buffalo Airways                                       |
| Fairchild 82                         | 3     | 1937         | Desconhecido |                                                                    |
| Hawker Siddeley HS 748               | 10    | 1965         | 1987         |                                                                    |
| Howard DGA-15                        | 1     | 1940         | 1945         |                                                                    |
| Latécoère 28                         | 5     | 1934         | 1940         |                                                                    |
| Lockheed Model 10A Electra           | 8     | 1936         | 1946         |                                                                    |
| Lockheed Model 12A Electra Junior    | 1     | 1938         | Desconhecido |                                                                    |
| Lockheed Model 14H Super Electra     | 2     | 1939         | 1944         |                                                                    |
| Lockheed Model 18 Lodestar           | 3     | 1942         | 1946         |                                                                    |
| Lockheed L-049 Constellation         | 2     | 1946         | 1955         |                                                                    |
| Lockheed L-749 Constellation         | 2     | 1947         | 1958         | Uma caiu no Flight 253                                             |
| Lockheed L-1049 Super Constellation  | 8     | 1954         | 1963         |                                                                    |
| Martin 2-0-2                         | 2     | 1947         | 1960         |                                                                    |
| McDonnell Douglas DC-9-10            | 4     | 1975         | 1993         |                                                                    |
| McDonnell Douglas DC-9-20            | 3     | 2001         | 2006         |                                                                    |
| McDonnell Douglas DC-9-30            | 12    | 1976         | 2011         |                                                                    |
| McDonnell Douglas DC-9-50            | 20    | 1976         | 2016         |                                                                    |
| McDonnell Douglas MD-83              | 6     | 1986         | 1996         |                                                                    |
| McDonnell Douglas MD-83              | 5     | 2005         | 2017         |                                                                    |
| Stinson Reliant                      | 1     | 1943         | Desconhecido |                                                                    |
| Vickers Viscount 700                 | 7     | 1956         | 1974         |                                                                    |

## Acidentes e incidentes
A Aeropostal contabiliza 24 acidentes e incidentes desde 23 de abril de 1937, com 319 vítimas fatais. O pior acidente da Aeropostal (e o pior acidente de linha aérea regular até então) ocorreu em 20 de junho de 1956, quando 74 pessoas morreram ao cair um Lockheed Constellation, matrícula YV-C-AMS, no Oceano Atlântico próximo a Nova York.
- Em 27 de novembro de 1956, o Voo 253 caiu durante a aproximação ao Aeroporto Internacional de Caracas. Todos os 25 ocupantes foram mortos.
- Em 25 de janeiro de 1971, um Vickers Viscount (YV-C-AMV) colidiu com uma montanha perto de Mérida, matando 13 das 47 pessoas a bordo.[13]
- Em 1º de novembro de 1971, um Vickers Viscount (YV-C-AMZ) caiu logo após decolar do Aeroporto Internacional La Chinita em Maracaibo, matando todos os quatro ocupantes.[14]
- Em 27 de agosto de 1972, um Douglas C-47 (YV-C-AKE) sofreu falha de motor após decolar de Canaima Airport para Tomás de Heres Airport (Ciudad Bolívar), caiu ao tentar retornar e matou 34 pessoas.[15]
- Em 14 de agosto de 1974, um Vickers Viscount (YV-C-AMX) colidiu em La Gloria, Isla Margarita devido à Tempestade Alma, matando 49 pessoas.[16]
- Em 3 de março de 1978, um Hawker Siddeley HS 748 (YV-45C) caiu no mar próximo a Punta Mulatos após falha de instrumento, matando 47 pessoas.
- Em 29 de julho de 1984, um voo de Caracas para Curaçao foi sequestrado por dois homens (um haitiano e um de nacionalidade dominicana) com 79 pessoas a bordo. Exigiram dinheiro, armas e um helicóptero para remover cinco crianças, ameaçando explodir o avião. Comandos da DISIP invadiram a aeronave, mataram os sequestradores e libertaram todos os reféns, encerrando a crise após 36 horas.[17]
- Em 5 de março de 1991, o Voo 108 de Maracaibo para Santa Bárbara do Zulia caiu em encosta após decolar, matando 45 pessoas.
- Em 6 de março de 2008, um McDonnell Douglas MD-82 (N905TA) no voo VH501 Miami–Caracas pousou de emergência em Valência por suspeita de vazamento hidráulico.
- Em 26 de setembro de 2011, um McDonnell Douglas DC-9-51 (YV136T) fez pouso mais rígido em Puerto Ordaz, danificando suportes dos motores; não houve feridos.[18]

## Revista de bordo
Pasajero ("Passageiro") é a revista de bordo da Aeropostal, publicada pela Playalens, Inc., empresa hispânica de Miami. Em setembro de 2019, era publicada seis vezes ao ano, com circulação de 20 000 exemplares em todos os voos domésticos e internacionais.[carece de fontes?]